# Statue équestre du Maréchal Foch (Tarbes)
La statue équestre du Maréchal Foch est une statue équestre du maréchal Foch, située sur l'allée du général Leclerc dans sa ville natale de Tarbes.

## Historique
Commandée par la ville de Tarbes en l'honneur de son plus illustre enfant, c'est une statue équestre sculptée par Firmin Michelet (1875-1951) qui a été inaugurée le 27 octobre 1935.

## Localisation
La sculpture est située dans le quartier du centre-ville , à l'intersection de l'allée du général Leclerc et de la rue de Cronstadt, devant le 1er régiment de hussards parachutistes au quartier Larrey.

## Description
Le cheval n'est en réalité pas celui de Foch (Bengali) mais un anglo-arabe de l'élevage Fould (Marboré).

Sélection de vues de la statue.
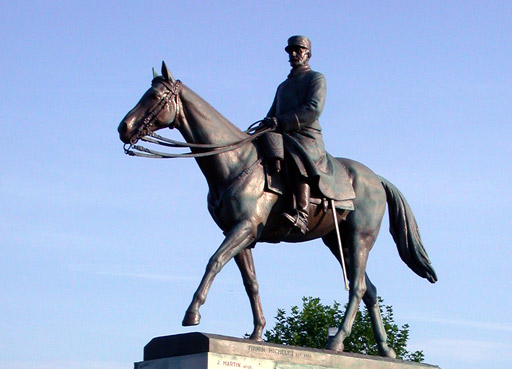
La statue.
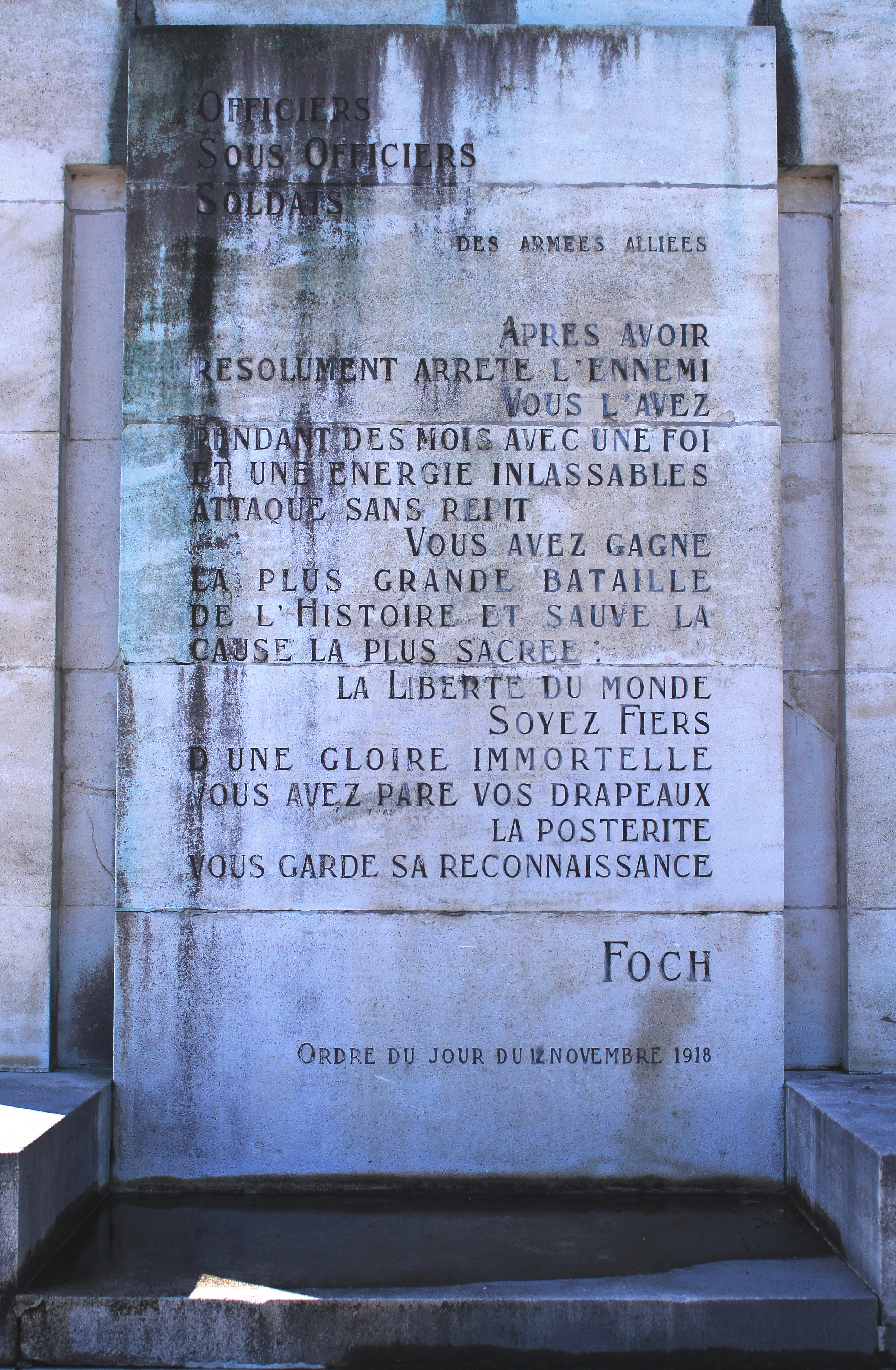
Inscription.
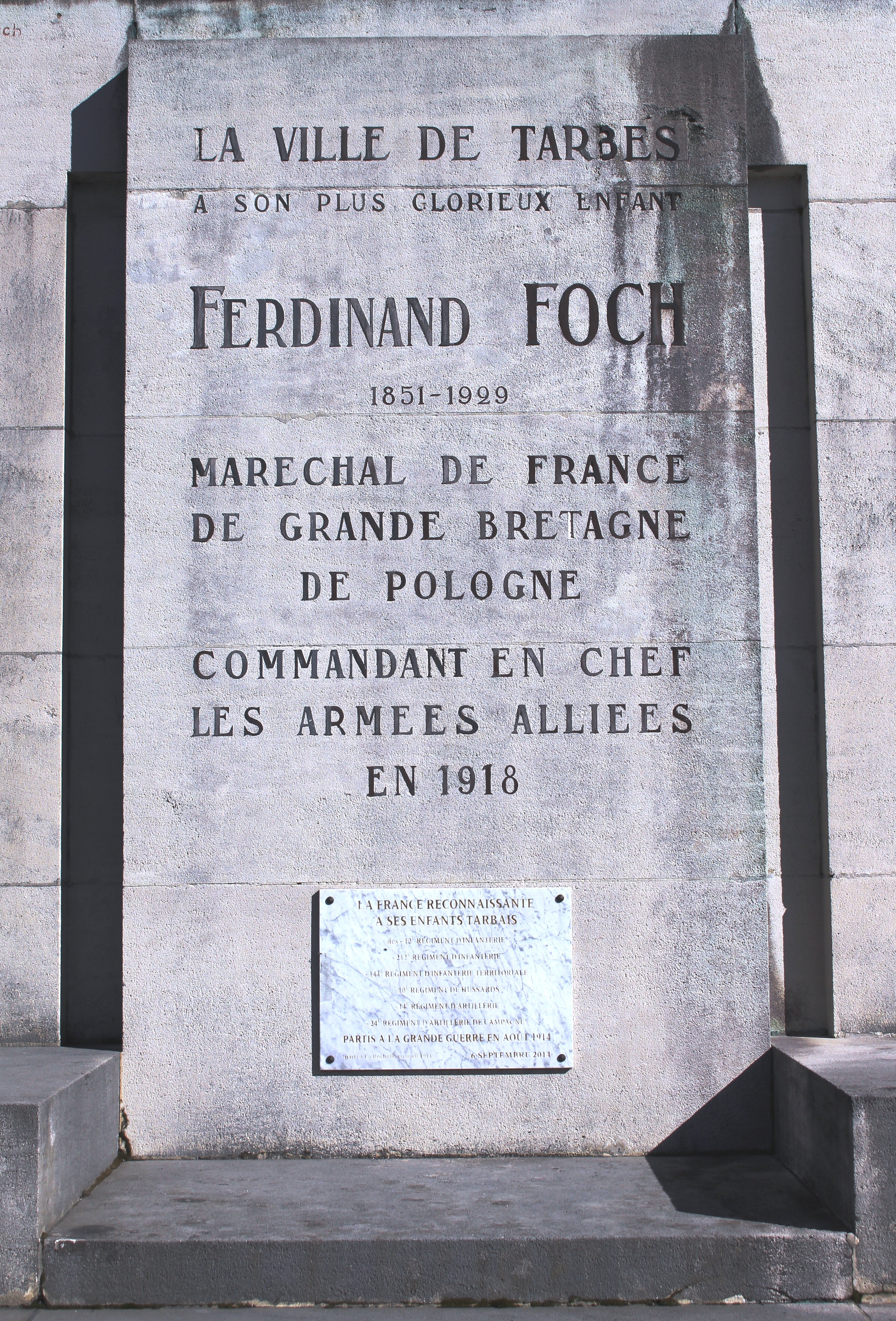
Inscription.